# دعای مکارم اخلاق
دعای مکارم اخلاق از دعاهای رایج شیعیان است. این دعا از دعاهای معروف صحیفه سجادیه است. این دعا، حاوی مضامین بلند تربیتی و عرفانی است و شامل سی قسمت می‌باشد. مکارم اخلاق یه معنای اخلاق خوب و نیکو می‌باشد که از انسان سر زده و انسان در مقابل انجام آن کارها مورد ستایش قرار گرفته و ثواب نیز خواهد برد.

## سیاق دعا
هر قسمت با درود بر محمد و آل محمد شروع گردیده و با در خواستهایی که هر کدام اخلاق پسندیده می‌باشد دنبال می‌گردد و همه آن سی قسمت مضمونشان درخواست توفیق الهی می‌باشد